# Meizotropis
Meizotropis es un género de plantas con flores con dos especies perteneciente a la familia Fabaceae. Es originario de Asia.

## Especies
- Meizotropis buteaeformis
- Meizotropis pellita